# Parcul Național Talampaya
Coordonate: 29° 48' S, 67° 50' W

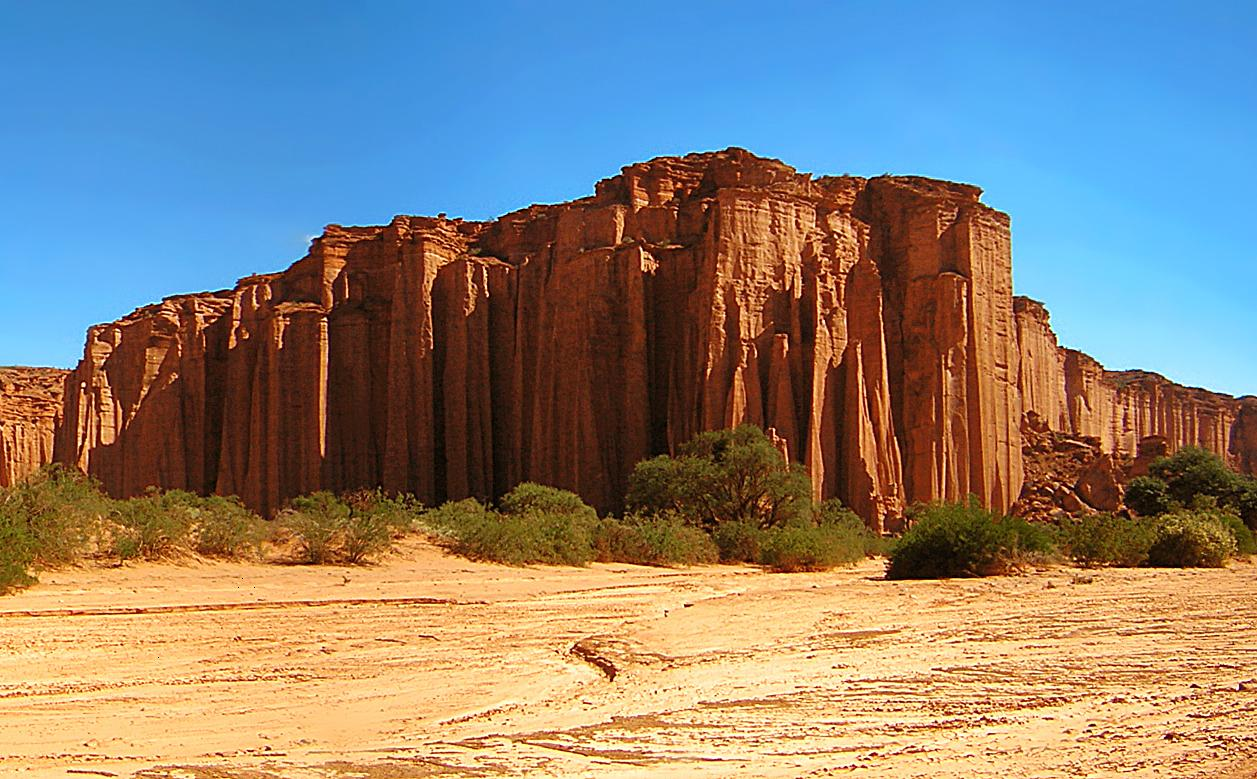

Parcul Național Talampaya (span. Parque Nacional Talampaya) se află în partea de nord-vest a Argentinei, în sud-vestul provinciei La Rioja. El se află în masivul munților de înălțime mijlocie Sierra Los Colorados și Sierra de Sañogasta cu altitudinea de  1.300 m deasupra n.m..
Rezervația are o suprafață de  270.000 ha având o climă uscată tropicală cu regiuni de deșert de pe valea Rio Talampaya. Prin procesul de eroziune au luat naștere formațiuni neobișnuite cu un colorit variat ca de exemplu „Orașul dispărut” și sistemul de canale „ Las Canaletas”. In peșterile existente s-au descoperit picturi rupestre. Accesul în parc se poate face prin nord prin satul „Villa Unión” aflat la 70 km în nordul parcului. Vizitarea parcului este admisă numai cu un ghid. In apropiere se află rezervatul Ischigualasto, care împreună „Talampaya” sunt declarate patrimonu mondial UNESCO.
1. 1 2   https://www.argentina.gob.ar/parquesnacionales/talampaya, accesat în 8 octombrie 2021 Lipsește sau este vid: |title= (ajutor)